# Conférence des évêques suisses
Pour les articles homonymes, voir CES.
La Conférence des évêques suisses (CES) est la conférence épiscopale des évêques de l'Église catholique romaine en Suisse. Elle est la plus haute autorité de l'Église catholique romaine en Suisse.
La conférence est présente en qualité d'observateur à la Commission des épiscopats de l'Union européenne (COMECE). Son président participe également au Conseil des conférences épiscopales d'Europe (CCEE), avec une petite quarantaine d'autres membres.

## Historique
Fondée en 1863 à Soleure, notamment sur l'initiative du vicaire général de Coire Theodosius Florentini (de), la CES est la première assemblée d'évêques catholiques à se réunir régulièrement,. Elle est responsable des normes liturgiques et des tâches administratives ecclésiastiques. Elle reçoit son autorité de la loi ecclésiastique et des mandats particuliers. Elle compte les évêques et les évêques auxiliaires de Bâle, Coire, Saint-Gall, Sion, de Lausanne, Genève et Fribourg, et de Lugano, ainsi que les abbés de Saint-Maurice et d'Einsiedeln, abbayes territoriales. 
Bien que la CES soit l'une des plus anciennes institutions de ce genre, elle n'eut d'abord que peu de retentissement à l'extérieur. Au cours des premières décennies, elle était surtout occupée à décider d'une attitude commune face aux empiètements de l'État. À la suite du premier concile du Vatican en 1869 et du débat sur l'infaillibilité papale qui s'est déclenché en Suisse, les évêques ont commencé à exprimer de plus en plus leur opinion dans l'hebdomadaire catholique « Schweizer Kirchenzeitung » (SKZ). Cela s'est produit dans le contexte de la scission de l'Église catholique-chrétienne de Suisse.
Au cours de la seconde moitié du XIXe siècle, suite aux frictions culturelles et politiques entre les régions confessionnelles suisses Suisse la situation des catholiques était difficile. Dans le nouvel État fédéral de 1848, progressif et libéral, ils étaient moins bien lotis que leurs concitoyens protestants et libéraux.
Dès ses débuts, la CES s'est donc aussi occupée de questions socio-politiques, comme l'amélioration des possibilités de formation pour les catholiques, la protection du mariage et de la famille, le maintien des jours de fête au niveau national et la défense des droits ecclésiaux dans le cadre des cérémonies funèbres et nuptiales.
En 1920, les évêques se sont döfendus contre la tentative du Vatican d'imposer le nonce apostolique en Suisse comme président de la Conférence. La conscience d'appartenir à une église locale déterminée — juridiquement chaque diocèse dépend directement de Rome — découragea des initiatives communes plus poussées. En 1967, les statuts de 1863 ont été remaniés dans l'esprit du deuxième concile œcuménique du Vatican. Depuis lors, la CES se considère comme l'organe directeur de l'Eglise catholique en Suisse. Ses décisions ont valeur législative dans le cadre des normes établies par le droit canonique. Ses organismes permanents sont l'assemblée, le présidium et, depuis 1971/1972, le secrétariat fixé à Fribourg. La CES se réunit quatre fois par an en assemblée ordinaire, plus souvent si nécessaire. Elle recourt à l'avis d'experts et elle est consultée par la Confédération pour des problèmes sociaux ou ecclésiastiques. Les tâches de la CES sont réparties en treize domaines, dont liturgie, jeunesse, œcuménisme, mariage et famille. Dans les questions importantes concernant la société, la CES s'efforce de parvenir à un consensus avec les autres Églises et les communautés religieuses.
Depuis 2001, et une nouvelle révision des statuts, les évêques en retraite font également partie de la Conférence dans la mesure où une tâche précise leur est confiée.

## Membres permanents
En 2025, la CES se compose des personnalités suivantes :
- évêques par diocèses :
  - Felix Gmür (Bâle)
  - Charles Morerod o.p. (Lausanne, Genève et Fribourg)
  - Alain de Raemy (administrateur apostolique de Lugano)
  - Beat Grögli (Saint-Gall)
  - Jean-Marie Lovey c.r.b. (Sion)
  - Joseph Bonnemain (Coire)
- évêques auxiliaires par diocèses :
  - Alain de Raemy (Lausanne, Genève et Fribourg)
  - Josef Stübi (Bâle)
- abbés territoriaux par abbaye :
  - Urban Federer o.s.b. (Einsiedeln)
  - sede vacante (Saint-Maurice)

## Présidents de la CES
- Pierre-Joseph de Preux, évêque de Sion (1863–1875)
- Étienne Marilley, évêque de Lausanne (1876–1879)
- Carl Johann Greith, évêque de Saint-Gall (1880–1881)
- Eugène Lachat, évêque de Bâle (1882–1886)
- Gaspard Mermillod, évêque de Lausanne et Genève (1887–1890)
- Adrien Jardinier, évêque de Sion (1891–1894)
- Augustin Egger, évêque de Saint-Gall (1895–1905)
- Johannes Fidelis Battaglia, évêque de Coire (1906–1911)
- Jules-Maurice Abbet, évêque de Sion (1912–1917)
- Jakob Stammler, évêque de Bâle-Lugano (1918–1924)
- Georg Schmid von Grüneck, évêque de Coire (1925–1931)
- Aurelio Bacciarini, administrateur apostolique du Tessin (1932–1933)
- Viktor Bieler, évêque de Sion (1935–1951)
- Angelo Jelmini, administrateur apostolique de Lugano (1952–1967)
- Johannes Vonderach, évêque de Coire (1967–1970)
- Nestor Adam, évêque de Sion (1970–1976)
- Anton Hänggi, évêque de Bâle (1976–1977)
- Pierre Mamie, évêque de Lausanne, Genève et Fribourg (1977–1979)
- Otmar Mäder, évêque de Saint-Gall (1980–1982)
- Henri Schwery, évêque de Sion (1983–1988)
- Joseph Candolfi, évêque auxiliaire de Bâle (1989–1991), non reconnu car il n'est pas évêque diocésain. Plainte émise par le Saint-Siège.
- Pierre Mamie, évêque de Lausanne, Genève et Fribourg (1992–1994) (2e mandat)
- Henri Salina c.r.a., abbé de Saint-Maurice (1995–1997)
- Amédée Grab o.s.b., évêque de Coire (1998–2006)
- Kurt Koch, évêque de Bâle (2007–2009)
- Norbert Brunner, évêque de Sion (2010–2012)
- Markus Büchel, évêque de Saint-Gall (2013-2015)
- Charles Morerod o.p., évêque de Lausanne, Genève et Fribourg (2016-2018)
- Felix Gmür, évêque de Bâle (2019-2024)
- Charles Morerod o.p., évêque de Lausanne, Genève et Fribourg (2025-) (2e mandat)

## Sanctuaires
La conférence n'a pas, en 2022, désigné de sanctuaire national.